# Младшая Эдда
«Мла́дшая Э́дда», «Сно́ррова Э́дда», «Э́дда в про́зе» или просто «Э́дда» (исл. Snorra Edda) — произведение средневекового исландского писателя Снорри Стурлусона, написанное в 1222—1225 годах и задуманное как учебник скальдической поэзии. Состоит из четырех частей, содержащих большое количество цитат из древних поэм, основанных на сюжетах из германо-скандинавской мифологии.
Начинается Эдда с эвгемеристического пролога и трёх отдельных книг: «Видение Гюльви» (др.-сканд. Gylfaginning, ок. 20 000 слов), «Язык поэзии» (Skáldskaparmál, ок. 50 000 слов) и «Перечень размеров» (Háttatal, ок. 20 000 слов). Эдда сохранилась в семи различных манускриптах, датируемых от 1300 до 1600 годов, с независимым друг от друга текстовым содержанием.
Целью произведения было донести до современных Снорри читателей всю утончённость аллитерационных стихов и уловить значения слов, скрытых под множеством кеннингов.
Изначально «Младшая Эдда» была известна просто как «Эдда», но позже получила своё название, чтобы отличать её от «Старшей Эдды». Со «Старшей Эддой» «Младшую» связывает множество стихов, цитируемых обеими.

## Содержание
«Младшая Эдда» состоит из трёх частей. Первая включает в себя обзор мифологии, основным источником которого, как видно из цитат стихов, послужил рукописный сборник песен, близкий по своему содержанию к «Старшей Эдде» — сборнику песен о героях и богах скандинавской мифологии приписываемой как Сэмунду Мудрому, так и другим авторам. У Снорри поэтические мифы объединены в законченную систему, которая преподносится в виде диалога между «легендарным шведским королём» Гюльи и верховным богом Одином.
Вторая часть посвящена разъяснению важнейших образных метафор, кеннингов, которые были приняты в поэзии древних скандинавов. Здесь же рассказываются легенды, которые стали основанием для соответствующих метафор; например, в связи с «кеннингами» о золоте — песнь о Зигфриде и кладе Нибелунгов. В роли поэтических примеров, Стурлусон цитирует наиболее прославленные работы скальдов классической поры, дошедших до нас только в отрывках.
Третья часть содержит описание размеров и строф, употребляемых скальдами. Её также называют метрикой. В данной части приводится «драпа», основная высшая торжественная форма хвалебных песней в скальдической поэзии, которую написал сам Снорри в честь короля Хакона, и содержащая все традиции, характерные для ранней поэзии. Можно сказать, что фактически этот труд иллюстрирует отношение к творчеству последних скальдов, которое сложилось под влиянием меняющихся культурных и общественных отношений новой эпохи.
Как было отмечено раннее, в основе «Младшей Эдды» находится «Старшая Эдда» — сборник, созданный в XIII в (написан около 1222—1223 гг.). Анализ языка и стиля указывает на то, что сам сборник состоит из песен разных времён: от IX до конца XII в. Фактически сборник представляет собой совокупность произведений неизвестных авторов, сохранившихся в устных преданиях. Повествование в самих историях носит мифологический и морально-поучительный характер, иногда содержит описание героических сражений.
Сборник получил своё название в XVII веке от первого издателя. В отличие от «Младшей Эдды» Снорри, которую ещё называют прозаической, более старый сборник песен стали называть «Старшей Эддой», или поэтической. Эти два сборника связывает множество стихов, цитируемых обеими. Значение слова «Эдда» до сих пор точно не известно.
Если сравнивать поэзию скальдов и песни «Эдды», то по стилю и содержанию первое представляет собой более древний жанр народной дидактики и эпоса, напрямую связанный с древнегерманской аллитерационной поэзией. Большая часть героических песен «Эдды» восходит по своему сюжету к эпической поэзии континентальных германцев, тогда как мифологические песни не имеют аналогий у немцев и англосаксов, скорее всего, потому, что эти народы пережили более раннее и глубокое обращение в христианство.
Установить особую индивидуальность скандинавского фольклора как в толковании традиционных и в разработке новых сюжетов, так и в особенностях стиля произведений дает сравнение «Младшей Эдды» и «Старшей Эдды» между собой и с эпической поэзией других германских народов. В частности, в поэзии «Эдды» можно выделить метрическую форму, свойственную древнегерманским произведениям — аллитерацию, но здесь же можно увидеть и строфическое оформление, которое отсутствует у германцев запада.
Песни из мифов «Эдды» содержат легенды и предания о богах и уроки житейской мудрости, трансформированные в форму легендарных божественных указаний. Сформированные на развитой системе языческих верований в мифологии, они окончательно сложились у скандинавских народов во времена викингов, но уходят своими корнями глубоко в культуру древних германцев.
Эпические сюжеты, появившиеся у таких континентальных германцев, как готы, франки, бургунды в период «великого переселения народов», посвящены историям о Зигфриде, об Эрманарике и Сванхильде, о гибели Нибелунгов и многим другим. Все эти сказания в большей степени отображены в героических песнях «Эдды». Но в песнях можно встретить и поздние произведения скандинавского происхождения, например, «цикл песен о Хельги», описывающие морские набеги, родовую месть, любовь между героем и валькирией.

### Пролог
Пролог пересказывает христианскую точку зрения о сотворении мира Богом, о появлении Адама и Евы, а также о спасении Ноя. Далее излагается учение о трёх частях мира: Африка, Европа и Азия. Скандинавские боги описаны как троянские воины, покинувшие Трою (ныне Турция, Tyrkland) после падения города. Так Тор оказывается внуком Приама и сыном Мемнона. От Тора до Одина было 12 поколений. Один вывел свой народ из Малой Азии в Саксонию (Saxland). Оттуда он распространил свою власть на Вестфалию (Vestfál) и Францию (Frakkland). Затем Один пошёл на север и завоевал Рейдготланд, который ныне зовётся Ютландией. Оттуда он двинулся дальше и поселился в Швеции в районе Сигтуны. Пришельцев начали называть асами.

### Видение Гюльви (Gylfaginning)
Конунг Гюльви инкогнито отправился в Асгард за знаниями. Там он встречается с асами, представшими под именами Высокий, Равновысокий и Третий, от которых узнаёт о прошлом и будущем мира.
Также рассказывается о жизни богов, их подвигах и сражениях. Содержит основные космогонические представления древних скандинавов о рождении мира, создании тверди, небес, богов и людей. Описывается устройство мира, в частности высшие (мировой ясень Иггдрасиль, связывающий все миры между собой) и низшие (Хель — мир, расположенный ниже царства мёртвых) его пределы.
Один из самых интересных рассказов — Рагнарёк, гибель богов (судьба богов) и всего мира, следующая за последней битвой между богами и хтоническими чудовищами.

### Язык поэзии (Skáldskaparmál)
Описываются общие принципы скальдической поэзии. Вводятся понятия хейти (замены имён) и кеннинга (буквально, «обозначения»). Большая часть «Языка поэзии» построена как примеры кеннингов с мифологическими разъяснениями.
Поэзия зовется «морем либо влагой карлов», ибо кровь Квасира была налита в Одрёрир прежде, чем был приготовлен мёд, и там, в этом сосуде, он и был приготовлен. Потому его называют «жидкостью котла Одина», как сказал Эйвинд и как уже было написано.

### Перечень стихотворных размеров (Háttatal)
Используя, в основном, свои собственные произведения, Снорри наглядно иллюстрирует различные варианты скальдических стансов. В повествовании применяется как предписывающий, так и описательный подходы. При этом Снорри часто напоминает, что старые мастера поэзии не всегда следовали указанным правилам.

## География Младшей Эдды
Помимо волшебных Асгарда и Ётунхейма упомянуты вполне реальные географические названия: Дания (Danmörk), Швеция (Svíþjóð), Норвегия (Nóregur), Оркнейские острова (Orkneyjar), Англия (England), Саксония (Saxland), Греция (Gríkland), Миклагард (Miklagarðr), Гардарики (Garða), Иерусалим (Jórsala).